# Élisabeth de Hesse (1503-1563)
Élisabeth de Hesse (4 mars 1503 – 4 janvier 1563, Lauingen) est une landgravine de Hesse par la naissance et par son mariage comtesse palatine de Palatinat-Deux-Ponts et, plus tard, comtesse palatine de Simmern.

## Biographie
Élisabeth est la plus jeune des cinq filles du comte Guillaume Ier de Hesse (1466-1515) de son mariage avec Anne de Brunswick-Wolfenbüttel (1460-1520), fille du duc Guillaume de Brunswick-Lunebourg. Élisabeth est élevée comme protestante. En 1518, elle est enlevée par le landgrave Philippe Ier de Hesse, pour empêcher un mariage que la mère d'Anne a prévu, mais auquel Élisabeth elle-même s'oppose.
Elle épouse le 10 septembre 1525 à Cassel, le comte palatin du Rhin Louis II de Bavière (1502-1532). Ce mariage d'une princesse, encline à la Réforme avec un proche de Philippe Ier de Hesse, le plus grand promoteur de la Réforme, donne une impulsion considérable à la Réforme dans le duché de Deux-Ponts. Le mariage est prévu pour le printemps 1525, mais l'Guerre des Paysans allemands le retarde. Élisabeth est considérée comme extrêmement pieuse, affable et bienveillante. Elle utilise son immense héritage pour indemniser les victimes de l'insurrection des paysans dans le duché. Après la mort précoce de son mari, l'Empereur Ferdinand Ier nomme Élisabeth et le comte palatin du Rhin Robert de Palatinat-Veldenz comme les régents de son jeune fils.
Le 9 janvier 1541, Élisabeth épouse son deuxième mari, le comte palatin Georges de Palatinat-Simmern-Sponheim (1518-1569). Elle apporte une contribution significative quand elle et Georges réussissent finalement à appliquer la réforme à Simmern.

## Descendance
De son premier mariage avec Louis II de Deux-Ponts, elle a deux enfants :
- Wolfgang de Bavière (1526-1569), comte palatin de Palatinat-Deux-Ponts, marié en 1545 à Anne de Hesse (1529-1591) ;
- Christine (1528-1534).

De son second mariage avec Georges de Palatinat-Simmern-Sponheim, elle a un fils :
- Jean (1541-1562).